# Nam Cao (xã)
Nam Cao là một xã thuộc huyện Bảo Lâm, tỉnh Cao Bằng, Việt Nam.

## Địa lý
Xã Nam Cao nằm ở phía tây bắc huyện Bảo Lâm, có vị trí địa lý:
- Phía đông giáp xã Lý Bôn
- Phía tây giáp tỉnh Hà Giang và xã Thạch Lâm
- Phía nam giáp xã Nam Quang và xã Thạch Lâm
- Phía bắc giáp tỉnh Hà Giang.

Xã Nam Cao có diện tích 75,46 km², dân số năm 2019 là 4.265 người, mật độ dân số đạt 57 người/km².
Trên địa bàn xã có núi Cốc Páp và núi Phia Cò. Có hai con suối trên địa bàn xã là suối Cốc Páp và suối Nậm Đang đều thuộc hệ thống sông Gâm.

## Hành chính
Xã Nam Cao được chia thành 10 xóm: Bản Cao, Bản Cung, Đoàn Kết, Khẩu Cắm, Nà Mon, Nà Nhồm, Nặm Đang, Phia Cò, Phia Cọ, Phia Liềng.

## Lịch sử
Ngày 27 tháng 10 năm 2006, Chính phủ ban hành Nghị định số 125/2006/NĐ-CP về việc thành lập xã Nam Cao trên cơ sở điều chỉnh 7.507 ha diện tích tự nhiên và 2.587 nhân khẩu của xã Nam Quang.
Đến năm 2019, xã Nam Cao được chia thành 11 xóm: Bản Cung, Bản Cao, Khẩu Cắm, Khuổi Piạt, Nà Mon, Nặm Đang, Pác Kén, Phia Cọ, Phia Liềng, Nà Nhồm, Phia Cò.
Ngày 9 tháng 9 năm 2019, Hội đồng Nhân dân tỉnh Cao Bằng ban hành Nghị quyết số 27/NQ-HĐND về việc:
- Giữ nguyên 9 xóm: Bản Cao, Bản Cung, Khẩu Cắm, Nà Mon, Nà Nhồm, Nặm Đang, Phia Cò, Phia Cọ, Phia Liềng
- Sáp nhập hai xóm Khuổi Piạt và Pác Kén thành xóm Đoàn Kết.